# 18e cérémonie des Las Vegas Film Critics Society Awards
La 18e cérémonie des Las Vegas Film Critics Society Awards (LVFCS Awards ou Sierra Awards), décernés par la Las Vegas Film Critics Society a récompensé les films réalisés dans l'année.

## Palmarès
ATTENTION !!! Confusion du Palmarès, les informations saisies sont celles de "Los Angeles Film Critics Association Awards" et non celles du Las Vegas Film Critics Society Awards 
- Meilleur film :
  - Boyhood

- Meilleur réalisateur :
  - Richard Linklater pour Boyhood

- Meilleur acteur :
  - Tom Hardy pour Locke

- Meilleure actrice :
  - Patricia Arquette pour Boyhood

- Meilleur acteur dans un second rôle :
  - J.K. Simmons pour Whiplash

- Meilleure actrice dans un second rôle :
  - Agata Kulesza pour Ida

- Meilleur scénario :
  - Wes Anderson – The Grand Budapest Hotel

- Meilleure photographie :
  - Birdman – Emmanuel Lubezki

- Meilleur montage :
  - Boyhood – Sandra Adair

- Meilleure musique de film :
  - Inherent Vice – Jonny Greenwood
  - Mica Levi - Under the Skin

- Meilleur film en langue étrangère :
  - Ida  Pologne

- Meilleur film d'animation :
  - Le Conte de la princesse Kaguya

- Meilleur film documentaire :
  - Citizenfour

- Lifetime Achievement Award :
  - Gena Rowlands